# Nicholas Biddle (officier de marine)
Pour les articles homonymes, voir Biddle.
Nicholas Biddle, né le 10 septembre 1750 à Philadelphie et mort le 7 mars 1778 dans l'océan Atlantique, est l'un des cinq premiers Captain de la Marine continentale.
Son frère, Edward Biddle, fut un ardent défenseur de l'indépendance américaine, et son neveu, Nicholas Biddle (1786-1844), fut président de la Second Bank of the United States.
Quatre navires de la Marine des États-Unis ont été nommés d'après lui USS Biddle.
Biddle apparaît dans le jeu vidéo Assassin's Creed III, naviguant sur l'USS Randolph.